# Улица Розы Люксембург (Томск)
У́лица Ро́зы Люксембу́рг — улица в Томске, от площади Ленина до Пролетарской улицы.

## История
В начале XIX века улица была названа Магистратской по расположенному здесь магистрату — органу городского сословного управления, первому каменному общественному зданию Томска. В целом улица носила торговый характер, имелись только мелкие производства, несколько гостиниц, учебные заведения. Улица была местом жительства и отдыха состоятельных граждан.
Домом №1 владели содержатели питейных откупов Томской губернии Н. Г. Рюмин, И. Ф. Базилевский, Д. Е. Бернадаки (до 1864 года), с 1882 года — управляющий золотыми приисками И. Д. Асташева М. М. Самохвалов. В открытой здесь в 1872 году гостинице «Европейская» в 1888 году Г. И. Успенский. В 1901 году гостиница переехала в соседние дома — 3 и 5.
На месте дома №30 находилось строение, пожертвованное Кухтериными для открытия в нём Коммерческого училища (1901). В 1904 году училище переехало на Воскресенскую гору.
В 1903 году на углу с Карповским переулком был заложен храм во имя Сретения Господня, оконченный строительством в 1907 году, с отделкой приделов в 1908—1909 годах. В храме служил родной брат писателя Д. Мамина-Сибиряка Николай Мамин.

## Новая история
Современное название улица получила 14 мая 1920 года в честь видного деятеля международного рабочего движения Розы Люксембург (1871—1919).
В 1922 году в домах № 1—5 открылся физиотерапевтический институт.
После 1917 года здание магистрата занял комсомольский клуб, библиотека, затем — прокуратура, за ней — исполком Ленинского района. В 2003 году находящееся в аварийном состоянии здание разобрали и возвели заново, в нём разместился отель «Магистрат» и ресторан «Пармезан». Во время российско-германского саммита 2006 года в отеле останавливались члены правительства Германии, в том числе канцлер А. Меркель.
Владимирское начальное училище было преобразовано в школу, ныне — средняя школа №2, среди окончивших её — Народная артистка СССР Лилия Мясникова.
В 1930 году Сретенский собор был закрыт и вскоре снесён, теперь на его месте стоит жилой дом (№52).
В 2007—2008 годах проведена комплексная реконструкция улицы, возобновлено движение трамваев.

## Достопримечательности

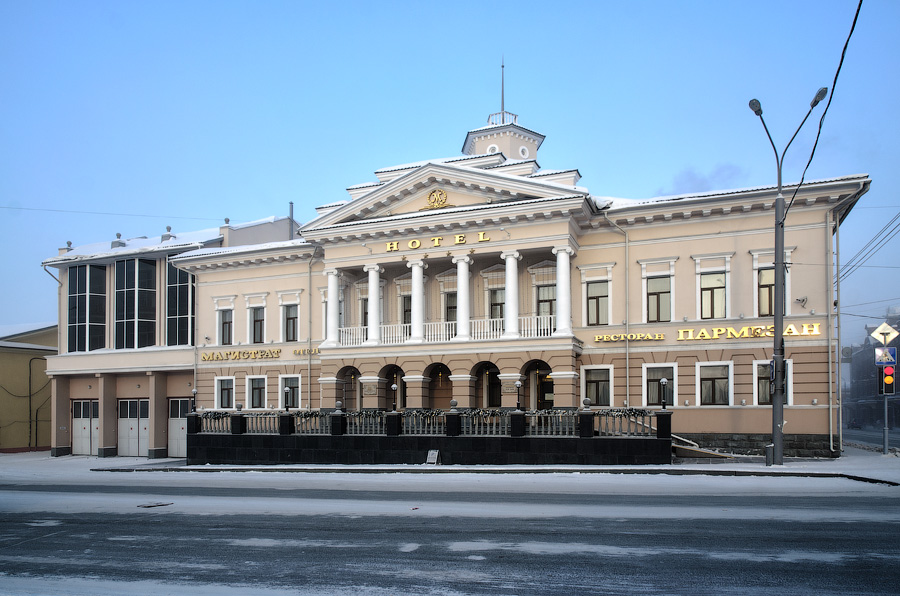
Бывший магистрат

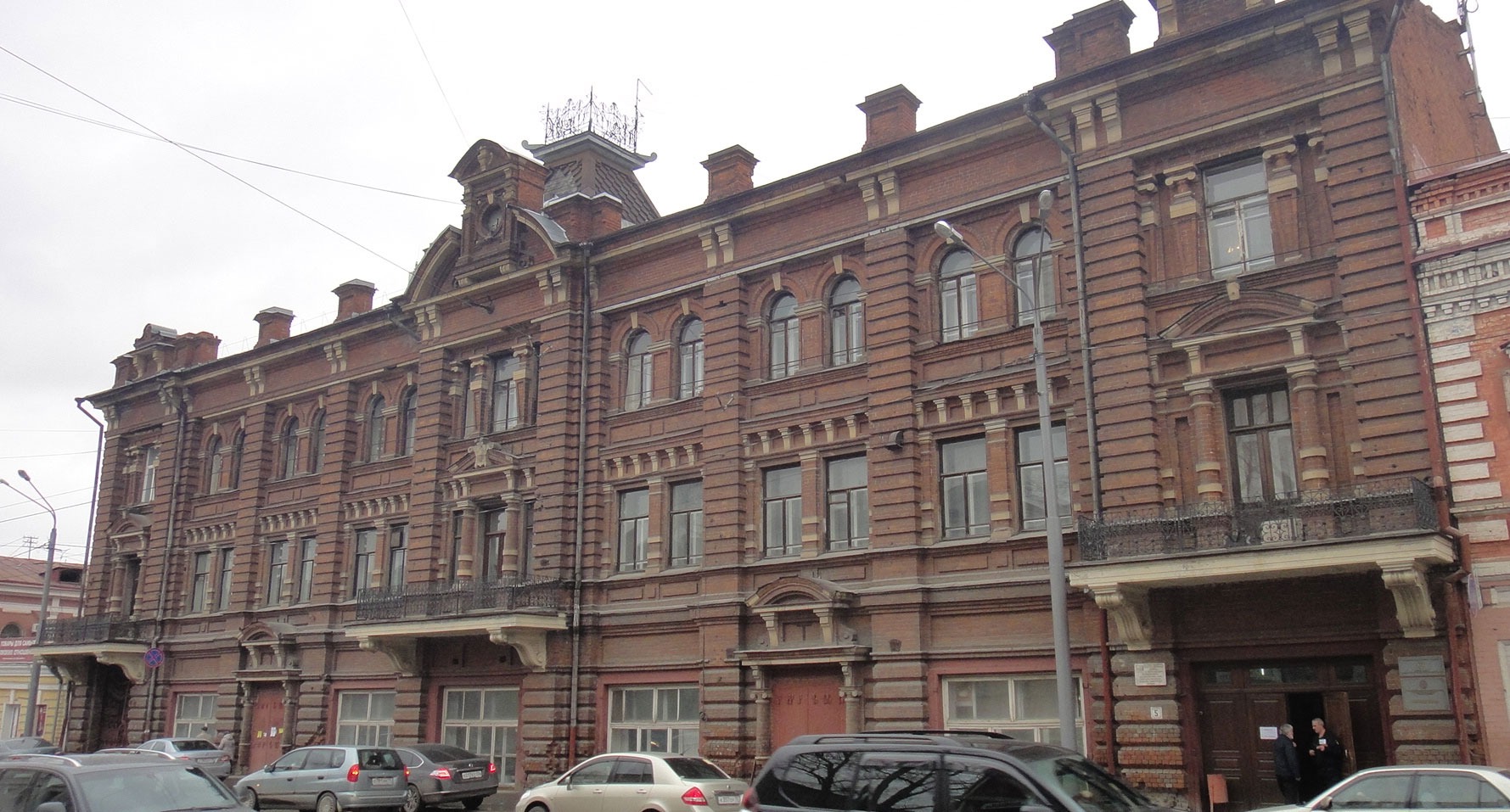
Бывший дом И. И. Смирнова

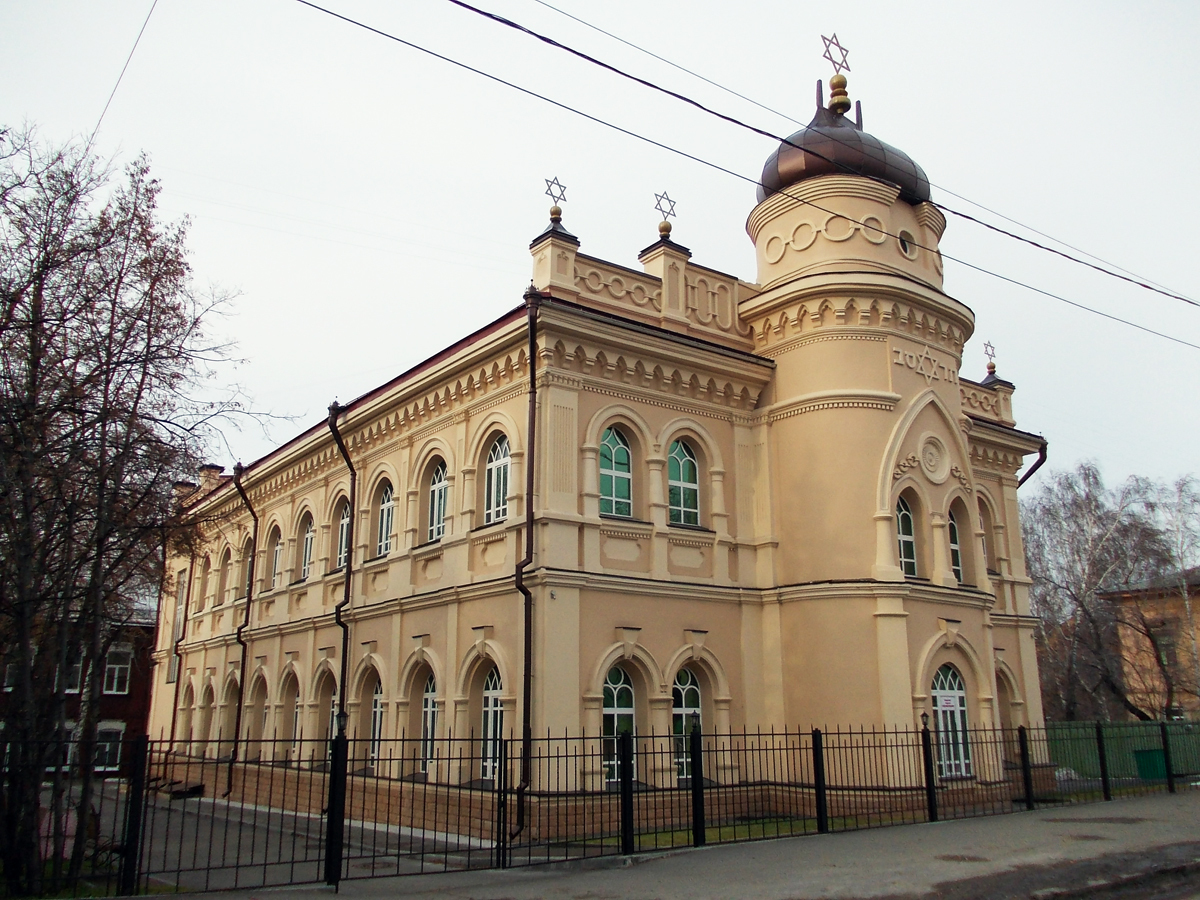
Томская Хоральная Синагога

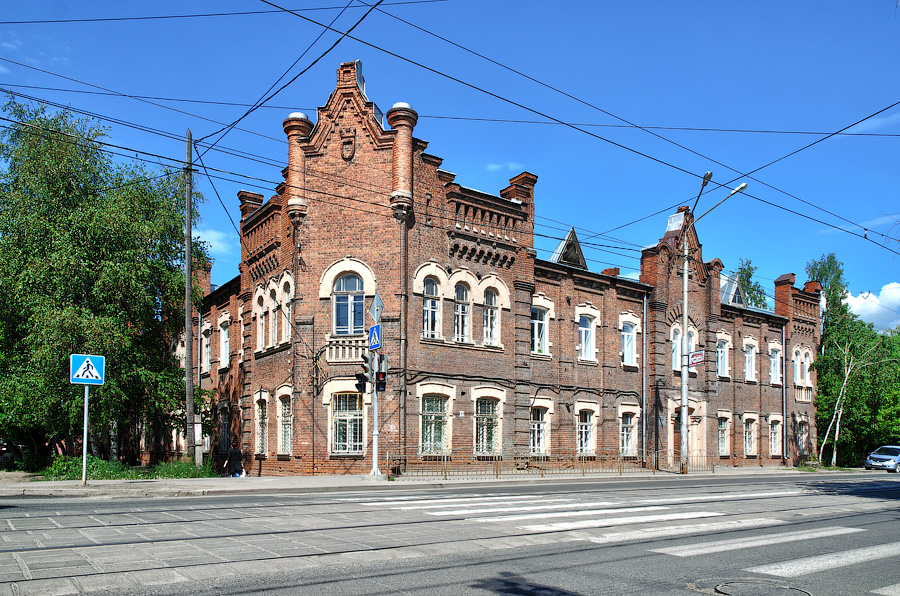
Бывшее Владимирское училище

д. 1 — бывший дом М. М. Самохвалова, ныне — Томский НИИ курортологии и физиотерапии Росздрава.
д. 3 — бывший дом Ляпунова (1896)
д. 4 — бывший дом купцов Батуриных, располагалась типография П. И. Макушина
д. 5 — бывший дом И. И. Смирнова (1903—1905, архитектор К. К. Лыгин), ныне один из корпусов НИИ курортологии и физиотерапии
д. 6 — бывший дом Крюгера, в пристроенном в 1891 году павильоне работала «Сибирская фотография» Н. С. Юнышева.
д. 8 — бывшее Алексеевское реальное училище
д. 13 — Институт непрерывного образования — ТГАСУ.
д. 38 — Томская хоральная синагога
д. 40 — бывшая полицейская управа Сенной части, в 1869 году здесь было открыто Владимирские начальное училище
д. 64 — бывшее Владимирское начальное училище (1908, архитектор Т. Л. Фишель), в советское время — школа N 2.
д. 65 — бывший дом Бревнова, с 1899 года находилась иконописная мастерская И. А. Панкрышева
д. 73 — кинотеатр Кинома́кс-Томск
д. 99 — бывший кожевенный завод Бронникова